# Щаниковская
Щаниковская — деревня в составе Кривецкого сельского поселения Пудожского района Республики Карелия, комплексный памятник истории.

## Общие сведения
Расположена на берегу реки Колода.
Сохраняется часовня Зосимы и Савватия Соловецких Чудотворцев (XIX век).

## Население
| 2002 | 2010 | 2013 |
| ---- | ---- | ---- |
| 2    | ↘0   | ↗2   |